# Santiago Tlazoyaltepec
Santiago Tlazoyaltepec là một đô thị thuộc bang Oaxaca, México. Năm 2005, dân số của đô thị này là 4357 người.